# Henk ten Brink
Henk ten Brink (13 december 1935) is een Nederlands voormalig voetballer die uitkwam voor Heracles, Twentse Profs, Go Ahead, Tubantia en PEC. Hij speelde als aanvaller. Zijn overstap van Heracles naar de Twentse Profs in 1954 maakte van hem de jongste prof op de Nederlandse velden.

## Clubstatistieken
| Seizoen         | Club            | Competitie      | Competitie | Competitie | Beker | Beker | Internationaal | Internationaal | Overig | Overig | Totaal | Totaal |
| Seizoen         | Club            | Competitie      | Wed.       | Dlp.       | Wed.  | Dlp.  | Wed.           | Dlp.           | Wed.   | Dlp.   | Wed.   | Dlp.   |
| --------------- | --------------- | --------------- | ---------- | ---------- | ----- | ----- | -------------- | -------------- | ------ | ------ | ------ | ------ |
| 1954/55         | Twentse Profs   | NBVB            | –          | 0          | –     | –     | –              | –              | 0      | 0      | 0      | 0      |
| 1954/55         | Heracles        | Eerste klasse B | –          | 1          | –     | –     | –              | –              | 0      | 0      | 0      | 1      |
| 1955/56         | Heracles        | Eerste klasse B | –          | 9          | –     | –     | –              | –              | 0      | 0      | 0      | 9      |
| 1956/57         | Heracles        | Tweede divisie  | –          | 4          | –     | 0     | –              | –              | 0      | 0      | 0      | 4      |
| 1957/58         | Heracles        | Tweede divisie  | 16         | 1          | –     | 0     | –              | –              | 0      | 0      | 16     | 1      |
| 1958/59         | Heracles        | Eerste divisie  | –          | 3          | –     | 0     | –              | –              | 0      | 0      | 0      | 3      |
| 1959/60         | Go Ahead        | Eerste divisie  | 31         | 7          | –     | –     | –              | –              | 0      | 0      | 31     | 7      |
| 1960/61         | Go Ahead        | Eerste divisie  | 22         | 6          | 1     | 1     | –              | –              | 0      | 0      | 23     | 7      |
| 1961/62         | Go Ahead        | Eerste divisie  | 4          | 0          | 0     | 0     | –              | –              | 0      | 0      | 4      | 0      |
| 1962/63         | Tubantia        | Tweede divisie  | –          | 6          | –     | 0     | –              | –              | 0      | 0      | 0      | 6      |
| 1963/64         | Tubantia        | Tweede divisie  | –          | 0          | –     | 0     | –              | –              | 0      | 0      | 0      | 0      |
| 1964/65         | Tubantia        | Tweede divisie  | –          | 2          | –     | 0     | –              | –              | 0      | 0      | 0      | 2      |
| 1965/66         | Tubantia        | Tweede divisie  | –          | 0          | –     | 0     | –              | –              | 0      | 0      | 0      | 0      |
| 1966/67         | PEC             | Tweede divisie  | –          | 0          | –     | –     | –              | –              | 0      | 0      | 0      | 0      |
| Carrière totaal | Carrière totaal | Carrière totaal | –          | 39         | –     | 1     | 0              | 0              | 0      | 0      | –      | 40     |

## Erelijst

### MetHeracles
| Nationaal               |    |         |
| Kampioen Tweede divisie | 1x | 1957/58 |